# Openbravo
Openbravo är ett kommersiellt öppen källkods-företag. Företagets huvudkontor ligger i Pamplona, Spanien. Ett försäljningskontor finns i Barcelona. Företaget är ansvarigt för utvecklandet av två produkter: Openbravo ERP och Openbravo POS. För världsomspännande distribution och implementation av dess programvara, använder sig Openbravo av sitt parternätverk. Företaget är medlem av Open Source Alliance, en ideell organisation som arbetar för standardisering av öppen källkod. Openbravo är trefaldig vinnare av Infoworld's "Bossie award" för bästa öppen källkods-program för Openbravo ERP, senast utdelat i augusti 2010.

## Openbravo ERP
Openbravo ERP är ett webbaserat ERP-verktyg för små och medelstora företag som är släppt under Openbravo Public License, baserad på Mozilla Public License. Modellen för programmet var ursprungligen baserad på Compiere ERP som också är öppen källkod, släppt under GNU General Public License version 2.

## Openbravo POS
Openbravo POS är en webbaserad Point-of-Sale (POS)-applikation för detaljhandel och servicesektor. Programvaran utvecklades från början som TinaPOS. Av rättighetsmässiga skäl döptes programvaran om till LibrePOS.   2007 inlemmades LibrePOS i Openbravos organisation och det är nu känt under sitt nuvarande namn.   Programvaran är helt integrerad i Openbravos ERP-applikation. Genom denna integration är det möjligt att uppdatera lagernivåer, bokföring och kunddata direkt mot den centrala databasen när en POS-försäljning äger rum.  Då Openbravo POS är webbaserat kan det användas på de flesta enheter som har en webbläsare, till exempel smartphones och surfplattor.

### Fotnoter
1. ↑  ”Find partners support”. openbravo.com. http://www.openbravo.com/partners/find-partners-support/. Läst 19 maj 2010.
2. ↑  Kerner, Sean (23 mars 2007). ”Josep Mitjà, COO, Openbravo”. internetnews.com. Arkiverad från originalet den 30 november 2007. https://web.archive.org/web/20071130223505/http://www.internetnews.com/dev-news/article.php/3667566. Läst 13 december 2007.
3. ↑  ”Bossie Award 2010”. infoworld.com. 25 augusti 2010. http://www.infoworld.com/d/open-source/bossie-awards-2010-the-best-open-source-applications-150. Läst 4 oktober 2010.
4. ↑  ”Openbravo : Legal”. Openbravo. Arkiverad från originalet den 15 december 2007. https://web.archive.org/web/20071215184941/http://www.openbravo.com/product/legal/. Läst 13 december 2007.
5. ↑  ”Using LibrePOS”. WikiBooks. http://en.wikibooks.org/wiki/Using_LibrePOS. Läst 19 maj 2010.
6. ↑  Romero, Adrián. ”Openbravo has acquired Librepos”. blogspot.com. http://adrianrcblog.blogspot.com/2007/11/openbravo-has-acquired-librepos.html. Läst 19 maj 2010.
7. ↑  ”Openbravo POS Direct Integration”. Openbravo. http://wiki.openbravo.com/wiki/Openbravo_POS_Direct_Integration. Läst 19 maj 2010.

- Wikimedia Commons har media som rör Openbravo.